# Dynetics
Dynetics — американская компания, занимающаяся прикладными науками и информационными технологиями. Его основными клиентами являются Министерство обороны США, Центральное разведывательное управление (ЦРУ) и Национальное управление по аэронавтике и исследованию космического пространства (НАСА). 
Штаб-квартира — в Хантсвилле, штат Алабама.

## История
Гершель Матени (Herschel Matheny) и доктор Стив Гилберт (Dr. Steve Gilbert) основали Dynetics в 1974 году. В течение 1980-х годов Dynetics расширилась, включив в себя разработку электрооптических и инфракрасных датчиков, анализ и проектирование ракетных систем, разработку программного обеспечения, моделирование и моделирование, а также использование иностранных материалов для радаров, ракет и ракетных детекторов.
В 1990-х годах Dynetics продолжила развивать свой основной бизнес и расширилась до автомобильной отрасли в качестве поставщика систем для электрических испытаний. С 2000 года Dynetics продает информационные технологии (ИТ) и услуги в области кибербезопасности, включая контракт на предоставление ИТ-услуг Центру космических полетов имени Маршалла НАСА.
Компания начала свой космический бизнес с разработки микроспутника FASTSAT (Fast Affordable Science and Technology Satellite) и приобретения двигателя Orion. Его космический бизнес продолжал развиваться благодаря контракту 2013 года на участие в создании сверхтяжёлой РН SLS от НАСА.
17 декабря 2019 года Leidos (Leidos-Lockheed Martin) объявила о приобретении Dynetics за 1,65 миллиарда долларов, покупка была завершена 31 января 2020 года.

## Разработки
В 2009 году Dynetics объединилась с Freedom Information Systems, Inc. CIBER, MacAulay-Brown/Gray Research и MEI Technologies и выиграли контракт Центра космических полетов им. Маршалла, который оценивался примерно в 335 млн долл., сроком на пять лет и охватывает услуги по обеспечению безопасности ИТ; ИТ-планирование; телекоммуникационные услуги; приложения и веб-сервисы; компьютерные и аудиовизуальные информационные услуги.
В 2010 году Dynetics объединилась с Центром космических полетов Маршалла и Центром науки и инноваций фон Брауна (Von Braun Center for Science & Innovation, VCSI) для создания малого спутника FASTSAT.
В 2012 году Dynetics представила в НАСА предложение, основанное на доступности, надежности и производительности двигателя F-1 (главной двигательной установки SLS) и задач по снижению риска конструкции для возможного контракта SLS. Компания Dynetics вместе с партнером Aerojet Rocketdyne была выбрана для выполнения задачи по тестированию и производству инновационных компонентов двигателя, таких как встроенный блок питания и главный вращающийся механизм двигателя.
Проект «Gremlins» по созданию авиаматки для базирования множества беспилотных летательных аппаратов (дронов): для него Dynetics разработала БПЛА Dynetics X-61 Gremlins (лётные испытания в декабре 2020).
Участвует в лунной программе Artemis, создавая свой вариант «Системы посадки человека» (en:Human Landing System, HLS) — Dynetics HLS.
Участвует в разработке гиперзвукового оружия.